# Уланова Галина Сергіївна

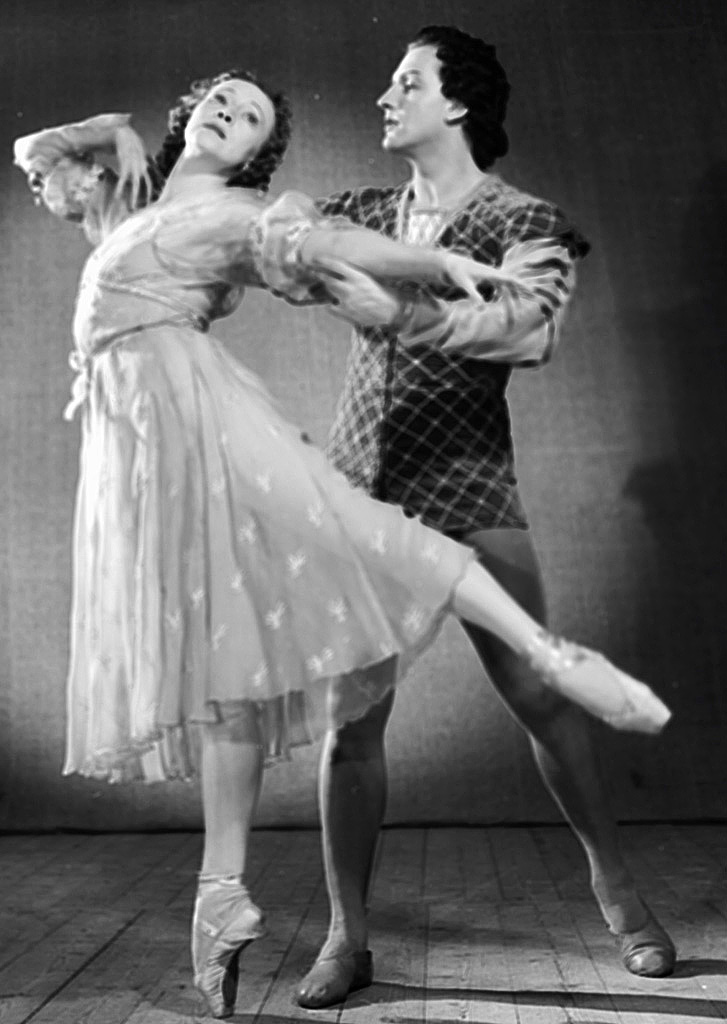
Галина Уланова та Юрій Жданов, балет «Ромео та Джульєтта»

Уланова Галина Сергіївна (26 грудня 1909 (8 січня 1910), Санкт-Петербург, Російська імперія — 21 березня 1998, Москва, Росія) — радянська російська балерина, педагог. Одна з найславетніших балерин за всю історію балету.
Пік кар'єри і світової слави Галини Уланової припав на 1940-і—1950-ті роки. Народна артистка СРСР (1951), двічі Герой Соціалістичної Праці (1974, 1980), лауреат Ленінської (1957) і чотирьох Сталінських премій (1941; 1946; 1947; 1950).
Учениця Агрипіни Ваганової. Прима-балерина Ленінградського театру опери та балету. С. М. Кірова (1928—1944) і Большого театру СРСР (1944—1960).  Знамениті її ролі в балетах «Жизель» Адана, «Попелюшка» та «Ромео і Джульєтта» Прокоф'єва (дует з Костянтином Сергеєвим).
Єдина балерина, якій за життя були встановлені пам'ятники в Санкт-Петербурзі (1984, скульптор Михайло Анікушин) і Стокгольмі (1984, скульптор Олена Янсон-Манізер). У Голландії виведений сорт тюльпанів «Уланова».

## Біографія
Уланова народилася в родині артистів балету Маріїнського театру. Батько Сергій Уланов згодом став балетним режисером; мати Марія Романова була педагогом хореографічного училища. До кар'єри балерини в дитинстві не прагнула. У віці 9 років прийнята у Петроградське хореографічне училище, де основними її педагогами стали її мати — Марія Романова (у неї дочка вчилася перші шість років), а потім Агрипіна Ваганова.
1928 року Уланова закінчила Ленінградське хореографічне училище. Після випускної вистави 16 травня 1928 її прийняли в трупу Ленінградського театру опери та балету (пізніше Ленінградський державний театр опери та балету ім. С. М. Кірова, нині Маріїнський театр). Перші виступи Галини Уланової на сцені Маріїнського театру одразу ж привернули до неї увагу критиків. 1929 році у віці 19 років Уланова станцювала свою першу провідну партію — Одетту-Оділлію в «Лебединому озері». У Кіровському театрі Уланова пропрацювала до 1944 року. Серед інших її найкращих ролей Жизель («Жизель» Адана, 1932), Маша («Лускунчик» Чайковського, 1934), Марія («Бахчисарайський фонтан» Б. В. Асаф'єва, 1934). Проте найбільшим успіхом Уланової стало створення неповторного образу Джульєтти в балеті Прокоф'єва «Ромео і Джульєтта» (1940, балетмейстер Леонід Лавровський). З приводу переходу до Великого театру Уланова сказала: «У Москву я ніколи б не переїхала, але так влада розпорядилася, мало не рішення ЦК з цього приводу прийняли».
У 1944—1960 роках Уланова була провідною балериною Большого театру, де також із великим успіхом виконувала головні партії в «Лебединому озері», «Ромео і Джульєтті» (1947), «Бахчисарайському фонтані» (1944) та інших балетах. Вершиною трагедійного танцю Уланової стала роль Жизелі (особливо в сцені божевілля). Перші гастролі Великого театру у 1956 році в Лондоні, де Уланова танцювала Жизель і Джульєтту і мала тріумфальний успіх, рівного якому, за свідченням зарубіжних авторитетів, вони не бачили з часів Анни Павлової.
У 1960 році, в останній раз станцювавши «Шопеніану», вона закінчила кар'єру прими-балерини. Свою сценічну діяльність балерина офіційно припинила в 1962 році. З 1960 року і до кінця свого життя Уланова працювала у Большому театрі балетмейстером-репетитором. Серед її учнів — ціла плеяда зірок: Катерина Максимова, Володимир Васильєв, Ніна Тимофєєва, Людмила Семеняка, Ніна Семизорова, Алла Міхальченко, Надія Грачова.
Померла Галина Уланова 21 березня 1998 в Москві і похована на Новодівочому кладовищі.

### Приватне життя
Галина Уланова тричі була одружена, і всі троє її обранців — люди мистецтва: режисер Юрій Завадський, актор і режисер Іван Берсенєв, художник Вадим Риндін.
У неї не було будь-якого хобі, побічних від професії занять. Була дуже суворою до себе. Рано вранці — цілу годину фізична зарядка, в яку були включені і балетні па. Навіть на схилі років її вага залишався такою же, що і в артистичні роки — 49 кг. Вона завжди була елегантною, відрізнялася легкою, витонченою ходою.

## Нагороди
- Сталінська премія першого ступеня (1941); за видатні досягнення в галузі балетного мистецтва
- Сталінська премія першого ступеня (1946); за виконання заголовної партія в балетному виставі «Попелюшка» С. С. Прокоф 'єва
- Сталінська премія першого ступеня (1947); за виконання головної партії в балетному спектаклі «Ромео і Джульєтта» С. С. Прокоф 'єва
- Сталінська премія другого ступеня (1950); за виконання партії Тао-Хоа в балетному виставі «Червоний мак» Р. М. Глієра
- Ленінська премія (1957)
- Народна артистка СРСР (1951)
- Двічі Герой Соціалістичної Праці (1974; 1980)

Премія «Золота маска» в номінації «За честь і гідність» (1995). Нагороджена міжнародними нагородами: премія Анни Павлової Паризької Академії танцю (1958), премія Оскара Парселл «Життя заради танцю» (1988, Мілан), Командорські орден за заслуги в галузі мистецтва та літератури (Франція, 1992). Почесний член Американської Академії мистецтв і наук.
У 1953 році на кіностудії «Ленфільм» був знятий фільм «Майстри російського балету». У фільм увійшли фрагменти балетів Бориса Асаф'єва «Бахчисарайський фонтан» і «Полум'я Парижа», а також балету «Лебедине озеро» П. І. Чайковського. Галина Уланова виконала в цьому фільмі одну з головних партій.
На честь балерини названо астероїд 5421 Уланова.